# Mažeikiai
Mažeikiai  è una città di 40 000 abitanti situata nel nord-ovest della Lituania, nella regione di Telšiai.
Importante in tutta la Lituania per la presenza sul suo distretto della raffineria Mažeikių Nafta, in località Juodeikiai.